# Бистшиця-Стара
Бистшиця-Стара (пол. Bystrzyca Stara) — село в Польщі, у гміні Стшижевиці Люблінського повіту Люблінського воєводства.
Населення — 447 осіб (2011).

## Демографія
Демографічна структура станом на 31 березня 2011 року:
|          | Загалом | Допрацездатний вік | Працездатний вік | Постпрацездатний вік |
| -------- | ------- | ------------------ | ---------------- | -------------------- |
| Чоловіки | 218     | 39                 | 165              | 14                   |
| Жінки    | 229     | 45                 | 127              | 57                   |
| Разом    | 447     | 84                 | 292              | 71                   |